# 서울 도봉서원
도봉서원(道峰書院)은 서울특별시 도봉구에 있는 조선시대의 서원이다. 2009년 10월 22일 서울특별시 기념물 제28호 도봉서원과 각석군으로 지정되었다.

## 지정사유
도봉서원은 조선 전ㆍ후기의 가장 대표적인 성리학자인 조광조와 송시열을 배향(配享:위패를 모시고 제사를 지냄)한 사액서원(賜額書院)으로 백사 이항복 등 저명한 시인ㆍ묵객들이 시문을 남긴 오늘날 서울 지역 내 가장 대표적인 서원이다. 비록 1871년 서원 철폐령에 의해 훼철되어 유적의 대부분이 멸실되었으나 서울 지역 내 다른 서원과 달리 사당의 기단과 옛 사료상의 도봉서원 유적으로 소개된 각석군(刻石群)이 서원 터 앞 계곡에 대부분 원형대로 남아 있어 유적의 경계를 비교적 명확히 확인할 수 있다. 또한 이들 유적들을 차치하고서라도 각종 문헌이나 시에서 경치가 아름다운 것으로 손꼽히던 경승지(景勝地)에 해당하므로 보존가치가 크다. 따라서 도봉서원과 통합된 경관을 형성하고 있는 도봉동문(道峰洞門)에서 복호동천(伏虎洞天)까지의 계곡, 그리고 이들 계곡 안팎에 분포하고 송시열 등 명필들의 글씨 또는 시문이 새겨진 각석(刻石)들을 일괄 서울특별시 기념물로 지정, 보존하고자 한다.

## 조사 보고서
서원(書院)은 학덕이 높은 유학자의 위패를 모시고 제사를 올리고, 지역의 인재들을 교육하던 지방의 고등교육기관이다. 오늘날 서울 지역 내에는 도봉서원(道峰書院)ㆍ사충서원(四忠書院)ㆍ노강서원(鷺江書院)ㆍ민절서원(愍節書院)ㆍ구암서원(龜岩書院) 등 총 5개의 서원이 분포했다. 그 가운데 도봉서원은 1573년(선조 6)~1574년(선조 7) 양주목사(楊州牧使) 남언경(南彦經)이 조선 중종때 신진 사림(士林) 세력을 배경으로 도학정치(道學政治)를 실현하고자 했던 정암(靜庵) 조광조(趙光祖:1482~1519)가 자주 찾던 도봉산 자락에 사당 등을 세워 조광조를 모시고 기린 데서 출발해 1696년(숙종 22)부터 우암(尤菴) 송시열(宋時烈:1607~1689)의 위패까지 함께 모시던 서원이다.
율곡(栗谷) 이이(李珥 : 1536~1584)의 「도봉서원기(道峰書院記)」에 따르면 도봉서원이 세워진 터는 원래 영국사(寧國寺)라고 하는 사찰이 있던 곳인데 어느 시기엔가 절은 폐사(廢寺)되었지만 일대가 절의 이름을 따 여전히 영국동(寧國洞)으로 불리고 있었다고 한다. 그런데 조광조가 젊었을 때 그곳의 경치〔泉石〕를 몹시도 좋아해 자주 찾았고, 조정에 나아가서도 공무(公務)를 마치고 나면 수레를 몰아 찾아가 놀았다 한다. 이곳의 아름다운 경치는 송시열의 수제자로 도봉서원 운영에도 직접 참여한 바 있는 한수재(寒水齋) 권상하(權尙夏:1641~1721)의 「소광정기(昭曠亭記)」나 시문에 뛰어났던 월사(月沙) 이정구(李廷龜:1564~1635)의 「도봉서원기(道峰書院記)」ㆍ택당(澤堂) 이식(李植:1584~1647)의 「題道峰書院」등에도 언급되어 있는데 권상하는 ‘물과 돌이 맑고 깨끗하여 본래부터 경기 일원에서 제일 이름난 곳〔水石朗潔, 素稱畿內第一名區〕’이라고 했고, 이정구는 ‘성곽을 등지고 있는 명산이라고 하면 꼭 도봉산과 삼각산을 말하게 되는데 그 계곡과 수석(水石)이 아름답기로는 영국동(寧國洞)과 중흥동(重興洞)이 가장 뛰어나다.
모두 두 산의 하류에 있다〔負郭名山, 必稱道峰三角 其溪壑水石之勝, 寧國洞重興洞爲最, 皆兩山之下流也〕’라고 썼으며, 이식은 ‘도봉서원은 본래 사찰이 자리잡고 있던 곳인데 경치가 아름답기로 경기(京畿) 안에서 으뜸으로 꼽히고 있으니 이곳에 몸을 담고서 옛 사람의 글을 읽는다면 그 즐거움이 어떠할지 알 수 있다 하겠다〔道峯本因寺基。泉石林木之勝。冠絶圻內。寓此而讀古人書。其樂可知矣。〕’라고 하였다.
남언경(南彦經)이 도봉서원을 처음 세웠을 때의 상황과 건물들의 배치 양상은 이이의 「도봉서원기(道峰書院記)」에 가장 상세히 나와 있다. 그에 따르면 1573년 양주목사 남언경이 조광조가 즐겨 찾던 골짜기를 찾아가 보고 선생의 유적을 애처롭게 생각하던 끝에 지역 선비들에게 자문하여 우러러 사모할 곳을 의논하였는데 모든 사람들의 뜻이 모아져 곧 절터에 사당을 건립하고 서원을 세웠다고 한다. 고을 사람들이 몸소 참여하고 많은 기술자들이 부지런히 힘써서 다음해(1574년) 여름 사당과 서원이 완공되었다고 한다.
그런데 목수의 일은 1574년 거의 다 완성되었지만 모든 것이 다 갖추어지지는 않은 상황에서 남언경이 질병으로 양주목사를 그만두게 되자 새로운 목사로 오게 된 이제민(李齊閔:1528~1608)과 이정암(李廷馣:1541~1600)이 그 일을 이어받아 추진해 서고(書庫)와 주방(廚房)을 차례로 완성시키니 사우 건립 착수 이후 6년만인 1579년(선조 12) 비로소 서원 전체가 완성되기에 이르렀다고 한다.
이와 같이 조성된 도봉서원은 서울 동교(東郊 : 동쪽 교외)의 대유원(大儒院)으로 발전하였는데 그 규모가 관학(官學)인 성균관(成均館)에 다음 가 서울의 선비들이 여기에 많이 몰려들었다고 한다.
처음 세워질 무렵의 도봉서원은 일반적인 서원 배치형식을 따르면서도 지형을 고려하여 건물들을 적절히 배치하였던 것으로 보인다. 서원이 처음 세워질 당시 건물의 배치양상이 잘 묘사되어 있는 이이의 「도봉서원기(道峰書院記)」를 통해 초기 배치 양상을 살펴보면 아래와 같다.
사당은 북쪽에 있었고 그 오른쪽과 왼쪽에 각각 동재(東齋)와 서재(西齋)를 두었다. 서원은 사당의 남쪽에 있었는데 중간에 강당을 설치하고, 두 개의 협실(夾室)로써 강당의 날개를 삼았다. 행랑채〔前廊〕는 계곡가에 있고 행랑채 옆에 문을 세웠다. 이와 같이 조성된 도봉서원은 그 이후 임진왜란과 수해 등을 거치면서 몇 차례 중건(重建)되고 또 그때그때의 필요에 따라 새로운 건물이 세워지면서 아래의 겸재 정선의 <도봉서원> 등 그림에서 보여지는 것과 같은 배치형태를 이루게 되었다.
먼저, 가장 북쪽에는 조광조와 송시열의 위패가 모셔진 ‘정로사(靜老祠)’라고 하는 사당이 위치하고, 사당 오른쪽과 왼쪽으로는 유생들의 숙소인 동재〔東齋 : 습시재(習時齋)〕와 서재〔西齋 : 의인재(依仁齋)〕가 각각 자리하였다. 사당 남쪽으로는 선비들이 모여 학문을 토론하던, ‘계개당(繼開堂)’이라고 불린 강당이 있었다. 계계당 수십 걸음 앞에는 동서 양쪽으로 누각 2개가 자리하고 있었는데 동쪽의 것이 ‘침류당(枕流堂)’이고, 서쪽의 것이 ‘광풍당(光風堂)’이었다. 침류당 약간 서쪽으로는 재임(在任)들이 거처하는 편액 없는 재각(齋閣)이 있었다고 한다. 그리고 침류당 남쪽 가에는 ‘영귀문(永歸門)’이 있고 조금 아래 시냇가 깎아지른 절벽 꼭대기에는 ‘무우대(舞雩臺)’가 세워져 있었다. 그리고 이들 서원 건물 남쪽 계곡 건너편에는 초가지붕으로 된 정자〔‘모정(茅亭)’이라고 한다.〕인 ‘소광정(昭曠亭)’이 자리하고 있었다. ‘존경각(尊經閣)’은 서원 담장 동쪽, 계류(溪流) 북쪽에 세워졌다.
주요 건물별 연혁과 모습에 대해 보다 자세히 살펴보면 다음과 같다.
먼저 사당의 경우, 오억령(吳億齡:1552~1618)의 「도봉 사우 상량문(道峯 祠宇 上梁文)」과 이경석(李景奭:1595~1671)의 「도봉서원 강당 중건상량문(道峯書院 講堂 重建 上梁文)」을 볼 때 임진왜란 때 강당과 함께 소실되어 16년 동안이나 제사를 지내지 못했던 것으로 보인다. 오억령의「도봉 사우 상량문」에는 강당은 그대로 둔 상태에서 사당이 먼저 재건되었던 것으로 보인다〔講堂猶虛。雖嫌制度之未備。廟宇如故。幸見神明之有憑。續十六年旣廢之祠。〕. 사당이 지어짐으로써 16년 동안 지내지 못한 제사를 다시 지내게 되었다는 것으로 판단해 보면 1608년 전후로 사당 재건이 이루어진 것으로 추정된다. 그동안 도봉서원의 사당 이름은 알려지지 않았으나 김창업(金昌業:1658~1721)이 쓴 「도봉서원(道峯書院)」이라는 시를 보면 사당의 이름이 ‘정로사(靜老祠)’였던 것을 알 수 있다. 1779년(정조 3) 북한산ㆍ삼각산ㆍ도봉산을 유람한 바 있는 농은(農隱) 이엽(李燁:1729~1800)의 「북한도봉산유기(北漢道峯山遊記)」에서는 사당과 주변 모습을 아래와 같이 기록하고 있다.
“사당 곁 서쪽 바위와 바위 가에는 푸른 등나무가 서로 엉켜 있고, 고목 너댓 그루의 푸른 잎이 하늘을 가릴 정도였다. ‘의인재(依仁齋)’는 사우의 앞 왼쪽 가에 있고, 또 그 왼편에는 ‘습시재(習時齋)’가 있는데 유관(儒冠)을 쓴 두 사람과 관동(丱童) 두 사람이 그 가운데서 글을 읽고 있었다”

임진왜란 때 사당과 함께 훼손된 강당은 이경석(李景奭:1595~1671)이 쓴 「도봉서원 강당 중건 상량문」이 있음에도 불구하고 중건 시기는 명확하지 않다. 그러나 사우 중건 때까지 강당이 폐허 상태였다는 점을 감안하면 사당이 다시 세워지는 1608년 이후, 그리고 상량문을 쓴 이경석이 세상을 떠나는 1671년(현종 12) 이전까지는 강당 중건이 이루어졌을 것이라는 사실을 우선 짐작할 수 있는데, 윤순거(尹舜擧:1596~1668)의 「도봉서원 석지기(道峯書院 石池記)」를 보면 윤순거가 경오년(庚午年)에 도봉서원을 방문하여 강당과 침류당을 본 사실이 기록되어 있는 바 경오년인 1630년(인조 8)에 강당은 이미 중건되어 있었다고 볼 수 있다. 이엽(李燁)의 「북한도봉산유기」와 류군필(柳君弼:1732~1799)의 「유삼각산기(遊三角山記)」에 따르면 강당의 이름은 계개당(繼開堂)이었는데 강당 서쪽 처마에 현판이 걸려있었다고 한다. 계개당이라는 이름은 『대학장구서(大學章句序)』에서 ‘가신 성인을 이어서 오는 후학을 열어준다〔繼往聖開來學〕’고 한 말과 『근사록(近思錄)』의 ‘가신 성인을 위하여 끊어진 학문을 잇고 만세를 위하여 태평성대를 연다〔爲去聖繼絶學, 爲萬世開太平〕’이라는 구절에서 취한 것이다. 강당에는 ‘도봉서원(道峯書院)’이라고 크게 쓴 어필(御筆) 현판이 걸려 있었는데 영조실록을 보면 이 어필은 1759년 영조가 직접 써서 걸도록 한 것이다. 그리고 강당의 북쪽 벽에는 송시열의 「제도봉서원(題道峯書院)」이란 시가 걸려 있었다.
蒼崖削立洞門開 푸른 절벽은 깍아 세운 듯하고 동문은 열렸네

澗水潺湲幾曲回 계곡물 잔잔히 몇 굽이나 돌아왔나

堯舜君民當世志 태평성대 만들려던 당시의 뜻을

廟前空有後人來 후인들 사당 앞에 와 기리네

서원에서 서책과 목판을 보관하는 곳인 존경각(尊經閣)은 서원 초창 당시에는 재력이 부족해 세우지 못하고 조선 후기에 비로소 세워졌는데 강당의 중건 상량문을 쓴 이경석이 존경각의 상량문〔도봉서원 존경각 상량문(道峯書院 尊經閣 上梁文)〕을 함께 쓴 것을 보면 강당 중건과 거의 같은 시기에 신축되었던 것으로 보인다.
백사(白沙) 이항복(李恒福:1556~1618) 등 여러 문인들이 남긴 시 속에 자주 등장하는 누각인 침류당(枕流堂)은 강당 남쪽 계곡에 인접해 세워진 누각인데 언제 처음 건립되었는지가 명확하지 않다. 다만, 월사(月沙) 이정구(李廷龜:1564~1635)의 「유도봉서원기(遊道峯書院記)」를 보면 임오년(壬午年) 가을 영국서원(寧國書院 : 도봉서원의 별칭)에서 수학하던 이정구가 30여년이 지난 을묘년(乙卯年) 가을 당시 도봉에 머물던 이항복을 찾아가 그와 함께 도봉서원을 다시 찾는 일이 기록되어 있는데 이 때 ‘침류당(枕流堂) 동루(東樓)에 돌아가 앉았다. 누(樓)는 옛날에 없었는데 지금 증축된 것이다. 밤에 침류당에서 자는데 물결 소리가 침상을 뒤흔들었다〔倦歸坐枕流堂東樓, 樓卽舊無而今增, 夜宿枕流堂, 波聲撼床〕’라고 되어 있어 침류당이 임진왜란 이전인 1582년(선조 15) 이미 건립되어 있었고, 1615년(광해군 7) 동루가 증축되었던 것을 알 수 있을 뿐이다. 침류당의 누(樓)로 많은 시 속에 등장하는 ‘제월루(霽月樓)’는 바로 동루를 말한 것으로 보인다. 이엽(李燁)이 도봉서원을 유람했을 때의 침류당은 규모는 작았지만 단청이 칠해졌던 것으로 나타난다.
한편 강당을 중심으로 보았을 때 침류당과 대비를 이루는 방향에는 광풍당(光風堂)이 자리하고 있었다. 한수재(寒水齋) 권상하(權尙夏:1641~1721)의 「답도봉원규(答道峯院規)」에 보면 ‘광풍당은 여러 재임(在任)들이 재숙(齋宿)하는 곳이다. 유사(有司)는 서쪽 방에 거처하고 장색(掌色)은 동쪽 방에 거처해야 하나 동쪽 방이 협소하여 장색(掌色) 4명을 모두 다 수용할 수는 없으니 유사의 방과 서로 바꾸지 않을 수 없다.〔光風堂是諸齋任齋宿之所。有司處西室。掌色處東室。而東室狹小。不可容掌色四員。不可不與有司房相換〕’라고 기록되어 있어 광풍당의 주요 용도와 규모를 미루어 짐작할 수 있다. 그런데 도봉서원을 방문한 적이 있는 김노겸(金魯謙:1766~1853)의 「유도봉기(遊道峯記)」에는 ‘날이 저물어 너럭바위에서 각기 술을 한 잔씩 마시고 서원으로 돌아와 글을 읽으려고 하는데 선비들이 강사(講舍)로 몰려들어 수용하지도 못할 지경이었다. 그런데 남쪽 모퉁이에 있는 침류당은 적적하고 사람 소리가 없었다. 이에 이상히 여겨 물어보니 서원의 민생(閔生)이 말하기를 서원의 재사 가운데 광풍당은 고직(庫直)이가 사는 곳과 거리가 아주 가깝고 거처와 음식이 편리한 까닭에 선비들이 다투어 거처하려고 합니다. 그런데 침류당의 경우에는 가장 구석지고 여러 재실들과 멀리 떨어져 있어 매서운 추위에는 음식도 싸늘해서 먹기 곤란하고 더구나 건물도 높아서 찬 기운이 사람을 힘들게 하니 글을 읽는 선비들이 거처하려고 하지 않습니다.〔日已反, 會坐盤石各飮一觴還院, 將留讀書時靑衿麏集, 講舍不能容准, 南偏一閣枕流而堂寂無人聲, 余怪問之, 院儒閔生曰, 院齋中□光風堂, 距庫人處甚邇, 居處飮食便, 故士爭居, 若枕流堂則最深僻與群齋遼絶, 故隆寒飮食冷難食, 且屋宇穹崇寒氣逼人, 讀書之士不處焉〕’라고 되어 있어 광풍당이 침류당에 비해 도봉서원 유생들에게 인기가 높았던 사실을 짐작할 수 있다. 그러나 건물 자체가 언제 건립되고 어떠한 변화 과정을 거쳤는지에 대해서는 자세한 기록이 없다.
한편, 강당의 서쪽으로 100 걸음 이내 거리의 시내 위에는 무우대(舞雩臺)가 축조되었고, 대의 동쪽으로는 영귀문(咏歸門)이 있었다. 증점(曾點)이 기수(沂水)에서 목욕하고 무우(舞雩)에서 바람 쐬고 읊으며 돌아오겠다던 뜻을 취한 것이라고 한다. 한수재(寒水齋) 권상하(權尙夏:1641~1721)의 「소광정기(昭曠亭記)」에 따르면 대 남쪽 시내 건너편에는 푸른 절벽이 우뚝 서 있었는데 여기에 동춘당(同春堂) 송준길(宋浚吉:1606~1672)의 글씨 여덟 자〔‘염락정파 수사진원(濂洛正派 洙泗眞源)’을 말한다〕가 있었고, 그 아래에는 큰 바위가 시내 위에 가로로 뻗쳐 있는데 여기에는 우재(尤齋) 송시열이 회옹(晦翁)의 시 두 구〔‘제월광풍갱별전 요장현송답잔원(霽月光風更別傳, 聊將絃誦答潺湲)’을 말한다〕를 한데 써서 모아놓은 것이 있었다고 한다. 그러나 계사년(癸巳年 : 1653년) 여름 큰 홍수로 절벽이 갈라지고 암석이 빠져나감으로써 무우대와 영귀문은 주춧돌이 뽑히고 송준길과 송시열의 필적도 어지러이 표류하게 되었는데 권상하의 친구인 서응(瑞膺) 윤봉구(尹鳳九:1681~1767)가 주관하여 침류당 남쪽 가 빈 땅에다 영귀문을 다시 세우고, 조금 아래 시냇가 깎아지른 절벽 꼭대기를 평평하게 닦아서 무우대를 다시 세우게 되었다고 한다.
「소광정기(昭曠亭記)」를 보면 ‘무우대 아래에 두어 길쯤 되는 폭포가 있고, 폭포 밑 오목한 암석 바닥에는 물이 돌아들어 담(潭)을 이루었으며, 담 남쪽에는 울퉁불퉁한 흰 암석이 있어 오륙십 명이 앉을 만하니 맑은 경치가 이전에 건축한 곳보다 나았다. 담 북쪽에는 기수(沂水)라는 두 글자를 새겼으니 이는 무우(舞雩)와 영귀(咏歸)의 뜻이 본래 기수에서 목욕한다는 데서 나왔기 때문이다. 그리고 마침내 두 선생이 옛날에 쓴 진본 필적을 돌에 새기고 또 무우대(舞雩臺) 세 글자를 그 곁에 새겨 놓으니 이에 문(門)과 대(臺)의 필적이 한결같이 다 복구되어 사람들이 모두 새롭게 복원한 것임을 모를 정도이다.〔臺下有數仞懸瀑。瀑底石坳開函。水滙爲潭。潭之南。白石盤陀。可坐五六十人。淸致勝似前築。潭北壁刻沂水二字。以其舞雩詠歸之意。本出於浴沂也。遂摹出兩先生舊筆眞本刻于石。又刻舞雩臺三字於其傍。於是乎門臺筆蹟。一復其舊。人不知其重新。〕’라고 쓰여 있는 바 이로써 오늘날 ‘무우대(舞雩臺)’ㆍ‘염락정파 수사진원(濂洛正派 洙泗眞源)’ㆍ‘제월광풍갱별전 요장현송답잔원(霽月光風更別傳, 聊將絃誦答潺湲)’이라는 글자와 싯귀가 새겨진 바위 인근이 윤봉구에 의해 다시 세워진 무우대와 영귀문의 터임을 알 수 있다.
무우대 맞은편 층암(層巖)에는 기둥 네 개를 세운 모정(茅亭)이 세워졌는데 새로 지은 무우대의 위로 그늘을 드리워줄 소나무와 노송나무가 없어 이곳에 오르는 사람들이 이를 불평하자 윤봉구가 계곡 맞은편 층이 있는 암반 위에서 조그마한 돈대(墩臺)를 찾아내 계곡과 무대, 서원 건물, 우뚝 솟은 산봉우리들을 한 데 조망할 수 있는 모정(茅亭)을 하나 세웠다.「소광정기(昭曠亭記)」를 보면 이 모정의 이름은 ‘소광정(昭曠亭)’인데, 윤봉구의 부탁을 받은 권상하가 ‘학자가 학문을 끝까지 힘써 연구하다가 확 트이는 경지에 이르는 것을 옛 사람들이 소광(昭曠)의 근원을 보았다고 하였는데 지금 이 동(洞)에 들어온 이들도 언덕을 지나 골짜기를 찾아서 여기에 오르고 나면 가슴이 시원하게 탁 트일 것이니 그 기상이 저 소광의 근원을 본 것과 같을 것이다’하고 ‘소광정(昭曠亭)’이라 이름 지었다 한다.
이와 같이 도봉서원은 조선 전ㆍ후기를 대표하는 두 유학자인 조광조와 송시열을 배향하고, 도성의 많은 유생들이 다투어 모여들어 학문을 익혔으며, 백사 이항복 등 저명한 시인 묵객들이 시문을 남긴 오늘날 서울 지역 내 가장 대표적인 서원이었지만 1871년(고종 8) 흥선대원군이 왕권 강화 차원에서 단행한 서원 철폐령에 의해 훼철되었다.
현재는 원래의 기단 위에 1970년 복원한 사당만이 남아 있으나 도봉서원의 터임은 도봉서원 관련 옛 사료들의 기록과 동 기록에 등장하는 바위들이 현재까지 남아 있어 충분히 확인할 수 있는 상태이다.
한편 도봉서원 앞 계곡은 수석(水石)이 경기에서 으뜸으로 꼽힐 만큼 경치가 수려하기로 이름난 곳인데 이곳에는 이름난 유학자들이자 명필가들이기도 한 송시열(宋時烈:1607~1689)ㆍ송준길(宋浚吉:1606~1672)ㆍ권상하(權尙夏:1641~1721)ㆍ이재(李縡:1680～1746)ㆍ김수증(金壽增:1624～1701) 등의 글씨가 새겨진 바위들이 다수 분포하고 있다. 특히 류군필(柳君弼:1732~1799)의 「유삼각산기(遊三角山記)」에도 등장하고 도봉서원의 진입부를 이루는 도봉동문(道峯洞門) 바위에서부터 도봉서원 상부 복호동천(伏虎洞天) 바위까지는 14개의 글씨 또는 싯귀가 새겨진 총 11개 바위가 분포하고 있다. 이들 글씨 또는 시문이 새겨진 바위들을 각석(刻石)이라고 하는데 이들 각석들을 계곡 상류에서 하류 방향으로 정리하면 아래와 같다.
전통적으로 경치가 특히 아름다운 곳이나 별서 정원 등에 커다란 바위가 있는 경우 이들 바위에 글씨나 그곳의 경치를 노래한 싯귀를 새겨놓는 것이 경물 처리에 있어 주요한 요소를 이루어 왔다. 도봉서원 주변 계곡에 분포하는 각석들도 경승지에 자리 잡은 도봉서원과 그곳 주변의 아름답고 빼어난 경치를 노래하거나 유학자로서 추구하는 이상 등을 새겨 넣은 것이 대부분인데 도봉서원 및 폭포ㆍ수석 등이 있는 계곡 등과 하나의 통합된 경관을 이루고 있어 보존가치가 크다.
도봉서원은 조선 전ㆍ후기의 가장 대표적인 성리학자인 조광조와 송시열을 배향(配享:위패를 모시고 제사를 지냄)한 사액서원(賜額書院:조선시대 국왕으로부터 편액·서적·토지·노비 등을 하사받아 그 권위를 인정받은 서원)으로 백사 이항복 등 저명한 시인 묵객들이 시문을 남긴 오늘날 서울 지역 내 가장 대표적인 서원이다. 비록 1871년 서원철폐령에 의해 훼철되어 유적의 대부분이 멸실되었으나 서울 지역 내 다른 서원과 달리 사당의 기단과 옛 사료상의 도봉서원 유적으로 소개된 각석군(刻石群)이 서원 터 앞 계곡에 대부분 원형대로 남아 있어 유적의 경계를 비교적 명확히 확인할 수 있다. 또한 이들 유적들을 차치하고서라도 각종 문헌이나 시에서 오랫동안 경치가 아름다운 것으로 손꼽히던 경승지(景勝地)에도 해당하므로 보존가치가 크다.
서울특별시는 위와 같은 문화재적 가치가 인정되는 도봉서원과 각석군이 주변 계곡과 통합된 경관을 형성하고 있으므로 서원 터와 도봉동문에서 복호동천까지의 계곡, 그리고 이들 계곡 안팎에 분포하는 각석(刻石)들을 서울특별시 기념물로 지정하여 보존하고자 한다.

## 참고 자료
- 도봉서원과 각석군 - 국가유산청 국가유산포털
- 도봉서원(道峰書院) - 한국서원연합회